# Unixenus broelemanni
Unixenus broelemanni är en mångfotingart som först beskrevs av Bruno Condé och Jacquemin 1962.  Unixenus broelemanni ingår i släktet Unixenus och familjen penseldubbelfotingar. Inga underarter finns listade i Catalogue of Life.